# Augustin-Fernand Caillard d'Aillières
Pour les autres membres de la famille, voir Famille Caillard d'Aillières.
Augustin-Fernand Caillard d'Aillières (31 janvier 1849, Paris - 2 février 1897, Aillières), est un homme politique français.

## Biographie
Augustin-Fernand Caillard d'Aillières est le petit-fils d'Augustin-Henry Caillard d'Aillières.
Lieutenant de la garde mobile de la Sarthe, il prend part à la guerre franco-allemande de 1870, durant laquelle il est emmené en captivité en Allemagne.
Membre du Conseil d'État et chef du cabinet du ministre de l'Agriculture et du Commerce, il est conseiller général à partir de 1877 et député de la Sarthe de 1882 à 1897, siégeant avec la droite monarchiste. Après son décès, son oncle François d'Aillières lui succéda à la Chambre.
Marié à Marie-Louise Gérard (petite-fille d'Alexandre Sébastien Gérard et d'Alphonse Foy), il est le père de Bernard d'Aillières.

## Distinction
- Chevalier de la Légion d'honneur (5 novembre 1877)[1]

## Sources
1. ↑  « Recherche - Base de données Léonore », sur www.leonore.archives-nationales.culture.gouv.fr (consulté le 7 juin 2024)

- « Augustin-Fernand Caillard d'Aillières », dans le Dictionnaire des parlementaires français (1889-1940), sous la direction de Jean Jolly, PUF, 1960 [détail de l’édition]